# Socialismo ghildista
Il socialismo ghildista (in inglese: Guild Socialism) è una forma particolare di socialismo non statalista che nacque nel primo decennio del XX secolo in Inghilterra, in contrapposizione alla tipologia di socialismo perseguita invece dalla società fabiana, per opera delle nuove generazioni di militanti in seno alla stessa guidate dal pensiero del socialista libertario G. D. H. Cole, ispiratosi in questa sua formulazione politico-economica agli scritti politici dell'artista ed attivista politico William Morris ed agli studi storico-economici del socialista cristiano Arthur Penty. 

## Storia
I ghildisti, contrariamente alle idee dei fondatori del fabianesimo (specie Sidney Webb), propugnatori fondamentalmente di un'economia socialista pianificata centralmente e d'impronta fortemente statalista, conseguibile con un approccio politico gradualista e riformista, auspicavano il perseguimento d'un differente sistema socioeconomico socialista, basato su un modello di economia pianificata decentralmente, in cui la produzione di beni e servizi fosse espletata dal lavoro variamente coordinato d'una rete di interagenti imprese cooperative ricalcate, sul piano di settorialità lavorativa, sulla falsariga delle antiche ghilde medioevali, e conseguibile attraverso l'utilizzo di tattiche politiche radicali affini al sindacalismo rivoluzionario francese, quali lo sciopero selvaggio, il boicottaggio industriale, ecc. L'esperienza ghildista ciononostante fu piuttosto breve, considerando che gli stessi finirono per mettere da parte molte delle loro idee quando i socialisti inglesi si riunirono definitivamente nella strategia politica del neo-costituitosi Labour Party (a cui aderì, ricoprendo anche cariche governative, lo stesso Cole), lasciandosi perciò avviluppare mano a mano dalla sua nuova prospettiva socioeconomica.
Cionondimeno, al giorno d'oggi il socialismo ghildista, coniugato al corporativismo ed alle teorie e gli studi economico-antropologici di Karl Polanyi, costituisce ideologicamente l'asse portante di una particolare corrente in seno al moderno Partito Laburista, conosciuta come Blue Labour (laddove il colore blu identifica un'impostazione politica di stampo maggiormente socialconservatore su temi quali famiglia, diritti civili, immigrazione, crimine e politiche economiche europee, rispetto alle istanze progressiste avallate storicamente dai laburisti).